# 플래시포워드
플래시포워드(Flashfoward)는 이야기의 장면을 잇는 기법 중 하나로서 문학, 영화에서 사용된다. 플래시포워드의 반대 뜻을 지닌 단어로는 플래시백(Flashback)이 있다. 이 기법은 이야기가 순차적으로 전개되고 있는 도중 갑자기 다른 장면으로 넘어가도록 하는데, 넘어간 그 장면의 시간대는 미래형이 된다. 이 기법은 추후 일어날 일을 미리 독자 또는 관객에게 보여 줌으로 해서 일종의 복선과 비슷한 역할을 한다. 그렇기 때문에 주로 극이 한참 전개되고 있는 도중에 사용되기보다는 극의 첫 장면에서 먼저 미래의 장면을 보여 준 뒤 플래시백으로 현재로 넘어와 이야기가 전개되도록 하는 데에 쓰인다. 즉, 플래시백으로 넘어온 과거 시점의 이야기가 사실은 현재가 되고, 플래시백이 사용되기 전의 시점이 미래가 되는 것이다.

## 영화 속 예시
- 스탠리 큐브릭 감독의 영화 《2001 스페이스 오디세이》, 원시 시대를 배경으로 이야기가 전개되다가 뼈다귀를 공중으로 던지는 장면에서 플래시포워드가 사용되고, 갑작스럽게 이야기는 미래의 우주를 배경으로 전개된다.
- 테리 길리엄 감독의 영화 《12 몽키즈》 오프닝 장면에서 나중에 일어날 사건을 먼저 보여 준다.
- 이창동 감독의 《박하사탕》과 크리스토퍼 놀런 감독의 《메멘토》 등은 시간이 순차적으로 흘러가는 것이 아니라 그 반대로 이야기가 전개되는데, 이것 역시 플래시포워드가 적용된 것이다.
- 《미션 임파서블 3》 오프닝에서 주인공이 고문을 받는 장면을 보여 주는데, 이것은 극 후반부에서 주인공이 겪을 부분을 미리 보여 주는 것이다.

## 같이 보기
- 에필로그 (용어)
- 자기실현적 예언